# Orsonede
Orsonnette és un municipi francès situat al departament del Puèi Domat i a la regió d'Alvèrnia-Roine-Alps. L'any 2007 tenia 205 habitants.

## Demografia

### Població
El 2007 la població de fet d'Orsonnette era de 205 persones. Hi havia 88 famílies de les quals 24 eren unipersonals (16 homes vivint sols i 8 dones vivint soles), 36 parelles sense fills, 24 parelles amb fills i 4 famílies monoparentals amb fills.
La població ha evolucionat segons el següent gràfic:
Habitants censats

### Habitatges
El 2007 hi havia 115 habitatges, 90 eren l'habitatge principal de la família, 18 eren segones residències i 7 estaven desocupats. 110 eren cases i 4 eren apartaments. Dels 90 habitatges principals, 74 estaven ocupats pels seus propietaris, 13 estaven llogats i ocupats pels llogaters i 3 estaven cedits a títol gratuït; 1 tenia dues cambres, 16 en tenien tres, 22 en tenien quatre i 51 en tenien cinc o més. 56 habitatges disposaven pel capbaix d'una plaça de pàrquing. A 26 habitatges hi havia un automòbil i a 50 n'hi havia dos o més.

### Piràmide de població
La piràmide de població per edats i sexe el 2009 era:
| Homes | Edats   | Dones |
| ----- | ------- | ----- |
| 0     | 95 o +  | 0     |
| 4     | 90 a 94 | 0     |
| 0     | 85 a 89 | 0     |
| 0     | 80 a 84 | 4     |
| 4     | 75 a 79 | 0     |
| 4     | 70 a 74 | 8     |
| 8     | 65 a 69 | 4     |
| 0     | 60 a 64 | 4     |
| 0     | 55 a 59 | 4     |
| 4     | 50 a 54 | 0     |
| 8     | 45 a 49 | 4     |
| 8     | 40 a 44 | 16    |
| 12    | 35 a 39 | 8     |
| 8     | 30 a 34 | 12    |
| 4     | 25 a 29 | 4     |
| 4     | 20 a 24 | 12    |
| 4     | 15 a 19 | 0     |
| 28    | 10 a 14 | 20    |
| 4     | 5 a 9   | 4     |
| 12    | 0 a 4   | 0     |

## Economia
El 2007 la població en edat de treballar era de 139 persones, 101 eren actives i 38 eren inactives. De les 101 persones actives 94 estaven ocupades (57 homes i 37 dones) i 7 estaven aturades (7 dones i 7 dones). De les 38 persones inactives 16 estaven jubilades, 10 estaven estudiant i 12 estaven classificades com a «altres inactius».

### Ingressos
El 2009 a Orsonnette hi havia 90 unitats fiscals que integraven 211 persones, la mediana anual d'ingressos fiscals per persona era de 19.316 €.

### Activitats econòmiques
Dels 5 establiments que hi havia el 2007, 2 eren d'empreses de construcció, 1 d'una empresa d'hostatgeria i restauració, 1 d'una empresa immobiliària i 1 d'una empresa de serveis.
Dels 2 establiments de servei als particulars que hi havia el 2009, 1 era un paleta i 1 electricista.
L'any 2000 a Orsonnette hi havia 6 explotacions agrícoles.

## Poblacions més properes
El següent diagrama mostra les poblacions més properes.